# Zav'jalovo
Zav'jalovo (in russo Завьялово?; in lingua udmurta: Дэри, Завьял) è un villaggio che si trova nella Repubblica Autonoma dell'Udmurtia, in Russia. È il centro amministrativo del distretto Zav'jalovskij. 
L'insediamento è situato 18 km a sud-est di Iževsk.